# Monhystera thermophila
Monhystera thermophila is een rondwormensoort uit de familie van de Monhysteridae. De wetenschappelijke naam van de soort is voor het eerst geldig gepubliceerd in 1953 door Meyl.